# Melas Fossae
Melas Fossae és una estructura geològica del tipus fossa a la superfície de Mart, situada amb el sistema de coordenades planetocèntriques a -21.43 ° de latitud N i 291.01 ° de longitud E. Fa 568.18 km de diàmetre. El nom va ser fet oficial per la UAI l'any 1985 i pren el nom d'una característica d'albedo que fa referència a Medusa, la més coneguda de les tres gorgones.